# Li Xiucheng
Li Xiucheng (* 1823 in Teng; † 7. August 1864 in Jiangning) war einer der Militärführer der Taiping-Rebellion. Er stammte aus einer armen Bauernfamilie und stieg im Laufe der Rebellion zum Feldherrn mit dem Titel Loyaler König auf. Er befehligte nach dem Tod des Gründers der Taipingbewegung Hong Xiuquan die Verteidiger der Rebellenhauptstadt Nanjing bis zu deren Fall. Nach seiner Flucht aus der Stadt mit dem Ziel den Thronfolger Hong Xiuquans zu retten wurde er von Qing-Truppen gefangen genommen und hingerichtet.

## Herkunft und Familie
Li Xiucheng stammte aus einer armen Bauernfamilie aus der gebirgigen Provinz Guangxi. Seine Familie konnte sich mit Subsistenzwirtschaft und Köhlerarbeit mehr schlecht als recht über Wasser halten. Li Xiucheng war als junger Erwachsener funktioneller Analphabet, da sich seine Familie eine schulische Ausbildung nicht leisten konnte. 1851 schloss er sich auf dem Durchmarsch befindlicher Rebellen der Taipingbewegung an.
Sein jüngerer Cousin schloss sich ebenso den Taiping an und erreichte ebenso wie Li Xiucheng als König den Status eines Feldherrn.

## Taiping-Rebellion

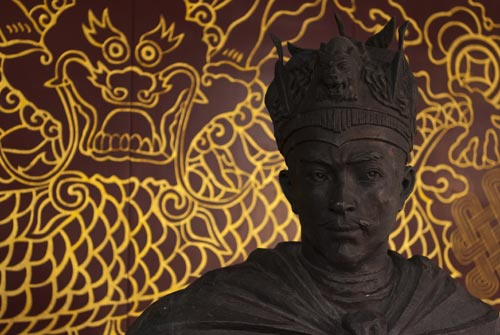
Statue von Li Xiucheng in einem Museum in Suzhou, VR China, 2011

Li Xiucheng plante zusammen mit Hong Rengan die militärischen Operationen, welche den Belagerungsring um die Rebellenhauptstadt Nanjing brechen sollten. Dabei fiel es Li Xiuchengs Truppen zu durch einen Scheinangriff auf Hangzhou die Qing-Truppen abzulenken und dann seine Armee gegen die Belagerer von Nanjing zu wenden. Im April 1860 eroberten seine Truppen Hangzhou. Im Folgemonat konnte Li Xiucheng seine Einheiten erfolgreich gegen die Belagerer wenden. Im selben Jahr versuchte er in Abstimmung mit Hong Rengan diplomatische Beziehungen zu den in China präsenten Westmächten aufzunehmen. Hierbei traf er sich 1860 mit dem Missionar Joseph Edkins. Im August 1860 befehligte er den Vormarsch eines kleinen Truppenkontingents nach Shanghai. Sein Ziel war es freundschaftliche Beziehungen mit den dort vertretenen ausländischen Mächten aufzunehmen, wozu er sich auch brieflich über den Missionar Issachar Jacox Roberts an dort residierende Diplomaten und Händler wandte. Das Angebot wurde aus Gründen der Neutralität nicht angenommen und Li Xiuchengs Truppen wurden im Sommer 1860 durch westliches Militär beim Anmarsch auf die Stadt wieder vertrieben. Nach der Erfolglosigkeit ihrer diplomatischen Avancen zeigte sich zwischen Hong Rengan und Li Xiucheng zunehmend politische Differenzen im Umgang mit den ausländischen Mächten, wobei Li Xiucheng eine Allianz mit diesen als unmöglich ausschloss.
Gegen Ende des Jahres 1860 widmete sich Li Xiucheng und seine Truppen der Provinz Anhui, welche von den Truppen Zeng Guofans wiedererobert wurde. Hierbei gelang es Li Xiucheng durch einen Angriff auf das Hauptquartier des Qing-Heerführers in Qimen dessen Kampagne empfindlich zu stören. Im selben Jahr veranlasste er noch Operationen zur Eroberung der beiden reichen östliche Provinzen Jiangsu und Zhejiang. Im Dezember 1861 eroberten seine Truppen Hangzhou, wobei Li Xiucheng entgegen der bisherigen Gepflogenheiten der Taiping die örtliche Mandschubevölkerung nicht massakrierte, sondern ihr freies Geleit zusicherte. Zu diesem Zeitpunkt umfassten die von ihm kommandierten Streitkräfte mehr als eine Million Menschen. Er bereitete im Verlauf einen Angriff auf Shanghai vor. Die Stadt solle mit einem methodisch angelegten Belagerungsring umgeben und dann schließlich erobert werden. Hong Rengan widersprach diesem Plan, konnte sich aber bei Hong Xiuquan nicht damit durchsetzen. Der Versuch, die Stadt zu erobern scheiterte 1862 mit der britischen Intervention bei Ningbo, wo britische Truppen unter einem Vorwand die Qing bei der Wiedereinnahme der Stadt unterstützten. Li Xiucheng konnte zwar Ningbo nicht halten, er schaffte es allerdings bei Qingpu den Angriff einer von westlichen Söldnern geführten Qing-Armee zurückzuschlagen.
Im Mai 1862 verschlechterte sich die militärische Lage für die Rebellen als Zeng Guofans Hunan-Armee erfolgreich wieder einen Belagerungsring um Nanjing etablierte. Li Xiucheng zog sich daraufhin nach Suzhou zurück, wo er eine Armee aufstellte, um die Rebellenhauptstadt Nanjing zu unterstützen. Die Zahlenangaben dieser Armee gehen von 120.000 Mann bis 600.000 Mann weit auseinander. Li Xiuchengs Truppen trugen mit den Kämpfen um das Fort Yuhuatai eine der Hauptlasten der Kämpfe um Nanjing.
Ende 1863 versuchte Li Xiucheng den Anführer der Taiping zum Verlassen der Hauptstadt zu animieren, da er diese als nicht haltbar ansah. Das Vorhaben wurde von Hong Xiuquan abgeschlagen, der an seine göttliche Mission glaubte. Im Juli 1864 entschloss sich Li Xiucheng in militärisch aussichtsloser Lage zu einem Ausbruchsversuch, bei dem er den Thronerben der Taiping Hong Tianguifu zu retten suchte. Er trennte sich kurz nach dem Aufbruch vom Thronerben und wurde wenige Tage später von Bauern an Truppen der Hunan-Armee verraten. Er wurde am 22. Juni 1864, sechs Tage vor dem Fall Nanjings an die Qing gefangen genommen. Unter Aufsicht von Zeng Guoqan und Zeng Guofan wurde Li Xiucheng gefoltert und ihm ein ausführliches Geständnis abgepresst, welches in redigierter Form an den Kaiserhof ging. Entgegen kaiserlicher Order wurde Li Xiucheng nicht lebend nach Peking gebracht, sondern auf Befehl von Zeng Guofan an Ort und Stelle hingerichtet. Als letzte Bitte forderte Li Xiucheng von seinen Kriegsgegnern Gnade für seine Veteranen. Dieser Bitte wurde nicht entsprochen.

## Rezeption und Erinnerungskultur
Im Zuge des Zweiten Japanisch-Chinesischen Krieges kam es zu einer Serie von Theaterstücken mit historischen Themen. Yang Hangsheng verarbeite Li Xiuchengs Schicksal 1938 in dem Drama Der Tod von Li Xiucheng. Während der Kulturrevolution wurde Li Xiucheng aufgrund seiner Gefangennahme zum Negativbeispiel der Geschichtsdarstellung und Propaganda der KPCh. Ihm wurde Defätismus und Verrat an der Revolution vorgeworfen.
Seit 1981 befindet sich Li Xiuchengs Schwert im Chinesischen Nationalmuseum.